# 片倉温泉 (山口県)
片倉温泉（かたくらおんせん）は、山口県宇部市西岐波（旧国周防国）にある温泉。

## 泉質
鉱泉分析法指針に定める療養泉の定義にあてはまらないため、分析書（2009年検査）での泉質は「なし」となるが、ラドンを20（百億分の1キュリー単位）以上含んでいるので温泉法に定める温泉の条件は満たしている。

## 周辺環境
山口県道219号西岐波吉見線沿いに2軒の旅館が存在する。温泉を療養に利用した病院もあるほか、近隣では宇部新都市（あすとぴあ）をはじめ住宅の開発も進んでいる。

## 歴史
開湯は1817年（文化14年）と言われる。発見当初の名称は端ノ湯と呼ばれ、また近隣の農家が入浴の際の風呂の水に用いる程度であった。1908年（明治41年）に旅館が設けられてから外来に対する入浴も始まった。戦後に温泉名を現在の片倉温泉と改称した。

## アクセス
- 鉄道 : 宇部線（JR西日本）床波駅より宇部市営バスで約10分。
- バス : 宇部市営バス「温泉口」バス停下車。
- 車 : 山口宇部道路片倉IC下車すぐ。